# Huaylas

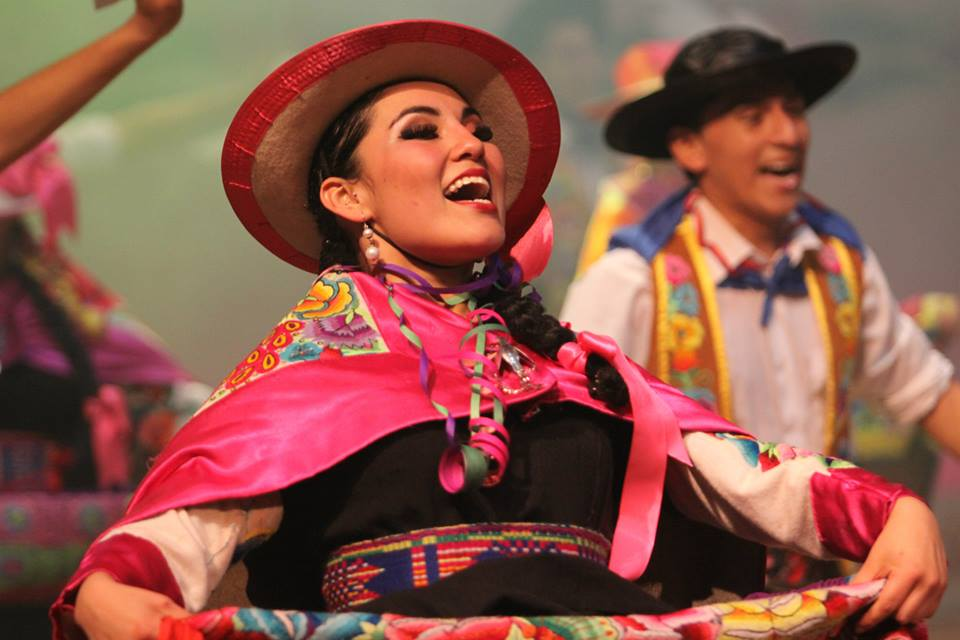
Danza huaylarsh de retablo

Le huaylas ou huaylarsh est un genre de musique et une danse rurale. Cette danse péruvienne est originaire de la vallée de Mantaro, où se pratique ce style de huayno et particulièrement de Huancayo, ville située au Pérou, dans le centre des montagnes andines côté amazonien, à la hauteur de Lima distant d'une centaine de kilomètres. 
Elle est dérivée du huayno. Le nom provient selon les sources de l'Aymara ou du Quechua. C'est aussi le nom d'une ethnie préinca, les huaylas (es).
Cette danse peut être appréciée au mois de février (le mois du carnaval) comme culte de la nature, et surtout, de la fertilité de la terre, ainsi que de l'arrivée des pluies.
La tradition nous dit qu'à l'origine, elle était dansée à la fin de certaines phases de la culture de la pomme de terre, répétant les mouvements du travail des champs, comme les semailles ou la récolte.
À l'heure actuelle, le huaylas est une danse festive qui est présente dans les villes et est dansée par des jeunes célibataires qui utilisent la danse pour montrer leur force et leur vigueur. On en trouve deux types : huaylas de amor et huaylas de San Mateo.
Les chanteurs les plus populaires de huaylas sont Victor Alberto Gil Mallma (El Picaflor des Andes), Zenobio Dagha, Reynaldo Unsihuay et Eusebio «Chato». 